# Lorenzo Bonazzi
Lorenzo Bonazzi (Pescia, 18 febbraio 1848 – Roma, 22 novembre 1925) è stato un generale e politico italiano.
Durante la prima guerra mondiale, sotto la direzione del generale Cadorna, fu comandante del genio col grado di Tenente Generale.